# Paul Hisao Yasuda
Paul Hisao Yasuda (japonès: パウロ 安田 久雄; Pauro Yasuda Hisao) (20 de desembre de 1921 – 23 d'abril de 2016) va ser un prelat japonès de l'Església Catòlica.
Va néixer a Kurume (prefectura de Fukuoka) i va ser ordenat prevere el 21 de maig de 1955. Va ser nomenat bisbe auxiliar d'Osaka i titular de bisbat de Tucci el 5 de febrer de 1970, sent consagrat bisbe el 21 de març de 1970 per Bruno Wüstenberg.
Yasuda va ser nomenat arquebisbe d'Osaka el 15 de novembre de 1978, on serví fins al seu retir el 10 de maig de 1997.
Va morir el 23 d'abril de 2016.